# Liste der Flüsse in New Brunswick
Die Liste der Flüsse in New Brunswick ist nach Einzugsgebieten sortiert. Sie hat keinen Anspruch auf Vollständigkeit.
Die Auflistung der Flüsse erfolgt nach Einzugsgebiet entlang der Atlantikküste (Sankt-Lorenz-Golf und Bay of Fundy) von Norden nach Süden. Namenlose Flüsse und Einzugsgebiete von weniger als 100 km² sind hier in der Regel nicht berücksichtigt. Die Flächenangabe der Einzugsgebiete umfasst auch das Gebiet außerhalb von New Brunswick. Der Rimouski River fließt als einziger Fluss der Provinz zum nördlich gelegenen Québec, wo er in das Ästuar des Sankt-Lorenz-Stroms mündet.
In der Spalte "Status Lachspopulation" ist der Status des (anadromen) Lachsbestandes laut NASCO aufgeführt.
| Name                                       | Einzugs- gebiet km² | Flusssystem       | Gewässersystem oder Bucht                           | Status Lachs- population   |
| ------------------------------------------ | ------------------- | ----------------- | --------------------------------------------------- | -------------------------- |
| Rimouski River (Rivière Rimouski)          | 1.621               |                   | Ästuar des Sankt-Lorenz-Stroms                      | stabil                     |
| Restigouche River (Rivière Ristigouche)    | 12.820              |                   | Chaleur-Bucht (Sankt-Lorenz-Golf)                   | stabil                     |
| Patapedia River (Rivière Patapédia)        |                     | Restigouche River | Chaleur-Bucht (Sankt-Lorenz-Golf)                   |                            |
| Kedgwick River                             |                     | Restigouche River | Chaleur-Bucht (Sankt-Lorenz-Golf)                   |                            |
| Little Main Restigouche River              |                     | Restigouche River | Chaleur-Bucht (Sankt-Lorenz-Golf)                   |                            |
| Upsalquitch River                          |                     | Restigouche River | Chaleur-Bucht (Sankt-Lorenz-Golf)                   |                            |
| Eel River (Eel Bay)                        | 180                 |                   | Chaleur-Bucht (Sankt-Lorenz-Golf)                   | stabil                     |
| Charlo River                               |                     |                   | Chaleur-Bucht (Sankt-Lorenz-Golf)                   | stabil                     |
| Benjamin River                             |                     |                   | Chaleur-Bucht (Sankt-Lorenz-Golf)                   | stabil                     |
| Nath Creek                                 |                     |                   | Chaleur-Bucht (Sankt-Lorenz-Golf)                   |                            |
| Jacquet River                              | 510                 |                   | Chaleur-Bucht (Sankt-Lorenz-Golf)                   | stabil                     |
| Belledune River                            |                     |                   | Chaleur-Bucht (Sankt-Lorenz-Golf)                   | unbekannt                  |
| Rivière aux Ormes                          |                     |                   | Chaleur-Bucht (Sankt-Lorenz-Golf)                   |                            |
| Nigadoo River                              | 155                 |                   | Chaleur-Bucht (Sankt-Lorenz-Golf)                   | stabil                     |
| Millstream River                           | 115                 |                   | Chaleur-Bucht (Sankt-Lorenz-Golf)                   | stabil                     |
| Tetagouche River                           | 363                 |                   | Bathurst Harbour, Chaleur-Bucht (Sankt-Lorenz-Golf) | stabil                     |
| Middle River                               | 230                 |                   | Bathurst Harbour, Chaleur-Bucht (Sankt-Lorenz-Golf) | stabil                     |
| Little River (Bathurst Harbour)            | 130                 |                   | Bathurst Harbour, Chaleur-Bucht (Sankt-Lorenz-Golf) | verlustig                  |
| Nepisiguit River                           | 2.320               |                   | Bathurst Harbour, Chaleur-Bucht (Sankt-Lorenz-Golf) | stabil                     |
| Bass River                                 | 175                 |                   | Chaleur-Bucht (Sankt-Lorenz-Golf)                   | stabil                     |
| Rivière Caraquet                           | 215                 |                   | Chaleur-Bucht (Sankt-Lorenz-Golf)                   | stabil                     |
| Pokemouche River                           |                     |                   | Sankt-Lorenz-Golf                                   | stabil                     |
| Little Tracadie River                      |                     |                   | Sankt-Lorenz-Golf                                   | stabil                     |
| Big Tracadie River                         |                     |                   | Sankt-Lorenz-Golf                                   | stabil                     |
| Tabusintac River                           |                     |                   | Sankt-Lorenz-Golf                                   | stabil                     |
| Burnt Church River                         |                     |                   | Sankt-Lorenz-Golf                                   | stabil                     |
| Bartibog River                             |                     |                   | Miramichi Inner Bay (Sankt-Lorenz-Golf)             | stabil                     |
| Miramichi River                            | 12.390              |                   | Miramichi Inner Bay (Sankt-Lorenz-Golf)             | stabil                     |
| Northwest Miramichi River                  |                     | Miramichi River   | Miramichi Inner Bay (Sankt-Lorenz-Golf)             | stabil                     |
| Tomogonops River                           |                     | Miramichi River   | Miramichi Inner Bay (Sankt-Lorenz-Golf)             |                            |
| Big Sevogle River                          |                     | Miramichi River   | Miramichi Inner Bay (Sankt-Lorenz-Golf)             |                            |
| Little Sevogle River                       |                     | Miramichi River   | Miramichi Inner Bay (Sankt-Lorenz-Golf)             |                            |
| Little Southwest Miramichi River           |                     | Miramichi River   | Miramichi Inner Bay (Sankt-Lorenz-Golf)             | stabil                     |
| Southwest Miramichi River                  |                     | Miramichi River   | Miramichi Inner Bay (Sankt-Lorenz-Golf)             | stabil                     |
| Renous River                               |                     | Miramichi River   | Miramichi Inner Bay (Sankt-Lorenz-Golf)             | stabil                     |
| Bartholomew River                          |                     | Miramichi River   | Miramichi Inner Bay (Sankt-Lorenz-Golf)             |                            |
| Taxis River                                |                     | Miramichi River   | Miramichi Inner Bay (Sankt-Lorenz-Golf)             |                            |
| Cains River                                |                     | Miramichi River   | Miramichi Inner Bay (Sankt-Lorenz-Golf)             |                            |
| Barnaby River                              |                     | Miramichi River   | Miramichi Inner Bay (Sankt-Lorenz-Golf)             | stabil                     |
| Napan River                                |                     |                   | Miramichi Inner Bay (Sankt-Lorenz-Golf)             | stabil                     |
| Bay du Vin River                           |                     |                   | Miramichi Inner Bay (Sankt-Lorenz-Golf)             | stabil                     |
| Kouchibouguac River                        | 360                 |                   | Sankt-Lorenz-Golf                                   | stabil                     |
| Kouchibouguacis River                      |                     |                   | Sankt-Lorenz-Golf                                   | stabil                     |
| Richibucto River                           |                     |                   | Sankt-Lorenz-Golf                                   | stabil                     |
| Buctouche River                            |                     |                   | Sankt-Lorenz-Golf                                   | stabil                     |
| Cocagne River                              |                     |                   | Sankt-Lorenz-Golf                                   | stabil                     |
| Tantramar River                            |                     |                   | Bay of Fundy                                        | verlustig                  |
| Petitcodiac River                          | 2.000               |                   | Bay of Fundy                                        | verlustig                  |
| Big Salmon River                           | 287                 |                   | Bay of Fundy                                        | bedroht                    |
| Saint John River                           | 55.200              |                   | Bay of Fundy                                        | oberhalb Mactaquac bedroht |
| Kennebecasis River                         |                     | Saint John River  | Bay of Fundy                                        |                            |
| Canaan River                               |                     | Saint John River  | Bay of Fundy                                        |                            |
| Jemseg River                               |                     | Saint John River  | Bay of Fundy                                        |                            |
| Salmon River (Grand Lake)                  |                     | Saint John River  | Bay of Fundy                                        |                            |
| Nashwaak River                             |                     | Saint John River  | Bay of Fundy                                        |                            |
| Keswick River                              |                     | Saint John River  | Bay of Fundy                                        |                            |
| Nackawic Stream                            |                     | Saint John River  | Bay of Fundy                                        |                            |
| Becaguimec Stream                          |                     | Saint John River  | Bay of Fundy                                        |                            |
| Tobique River                              |                     | Saint John River  | Bay of Fundy                                        |                            |
| Salmon River (Saint John River)            |                     | Saint John River  | Bay of Fundy                                        |                            |
| Little River (Saint John River)            |                     | Saint John River  | Bay of Fundy                                        |                            |
| Grande Rivière                             |                     | Saint John River  | Bay of Fundy                                        |                            |
| Green River                                |                     | Saint John River  | Bay of Fundy                                        |                            |
| Rivière Iroquois                           |                     | Saint John River  | Bay of Fundy                                        |                            |
| Madawaska River                            |                     | Saint John River  | Bay of Fundy                                        |                            |
| Rivière Baker-Brook                        |                     | Saint John River  | Bay of Fundy                                        |                            |
| St. Francis River (Rivière Saint-François) |                     | Saint John River  | Bay of Fundy                                        |                            |
| Aroostook River                            |                     | Saint John River  | Bay of Fundy                                        |                            |
| Big Presque Isle Stream                    |                     | Saint John River  | Bay of Fundy                                        |                            |
| Meduxnekeag River                          |                     | Saint John River  | Bay of Fundy                                        |                            |
| Eel River (Saint John River)               |                     | Saint John River  | Bay of Fundy                                        |                            |
| Shogomoc Stream                            |                     | Saint John River  | Bay of Fundy                                        |                            |
| Oromocto River                             |                     | Saint John River  | Bay of Fundy                                        | bedroht                    |
| Nerepis River                              |                     | Saint John River  | Bay of Fundy                                        | bedroht                    |
| Musquash River                             |                     |                   | Bay of Fundy                                        | verlustig                  |
| East Branch Musquash River                 |                     | Musquash River    | Bay of Fundy                                        |                            |
| West Branch Musquash River                 |                     | Musquash River    | Bay of Fundy                                        |                            |
| Lepreau River                              |                     |                   | Bay of Fundy                                        | unbekannt                  |
| Magaguadavic River                         |                     |                   | Bay of Fundy                                        | bedroht                    |
| St. Croix River                            | 2.400               |                   | Bay of Fundy                                        | verlustig                  |